# Merah Muyang
Merah Muyang is een bestuurslaag in het regentschap Aceh Tengah van de provincie Atjeh, Indonesië. Merah Muyang telt 723 inwoners (volkstelling 2010).